# Züge in das Leben – Züge in den Tod

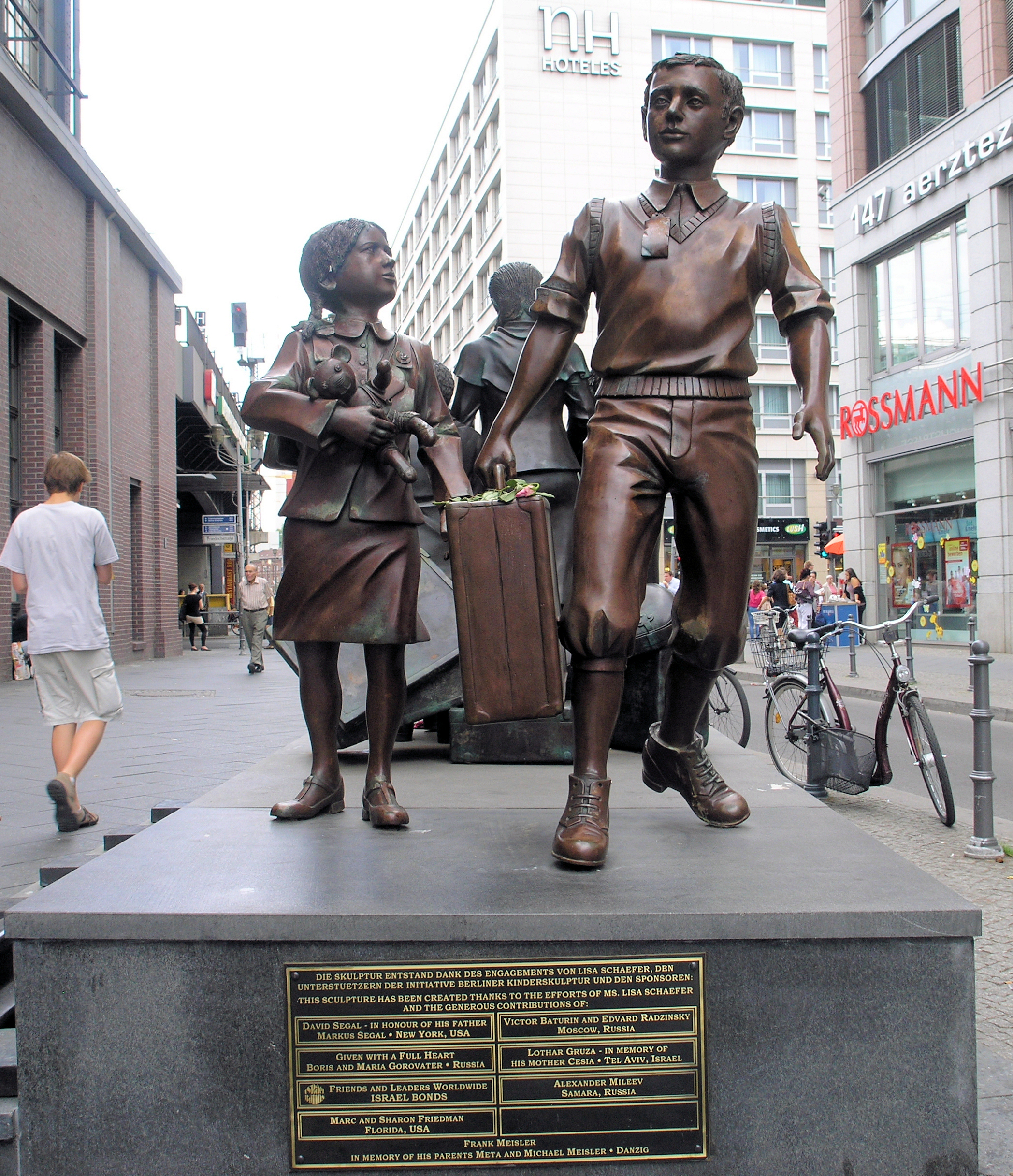
Trains to Life, Trains to Death. Vor dem Bahnhof Friedrichstraße werden zwei Gruppen Kinder gezeigt: eine die mit dem Kindertransport fliehen konnte, und eine für die Kinder, die in Konzentrationslager deportiert wurden.

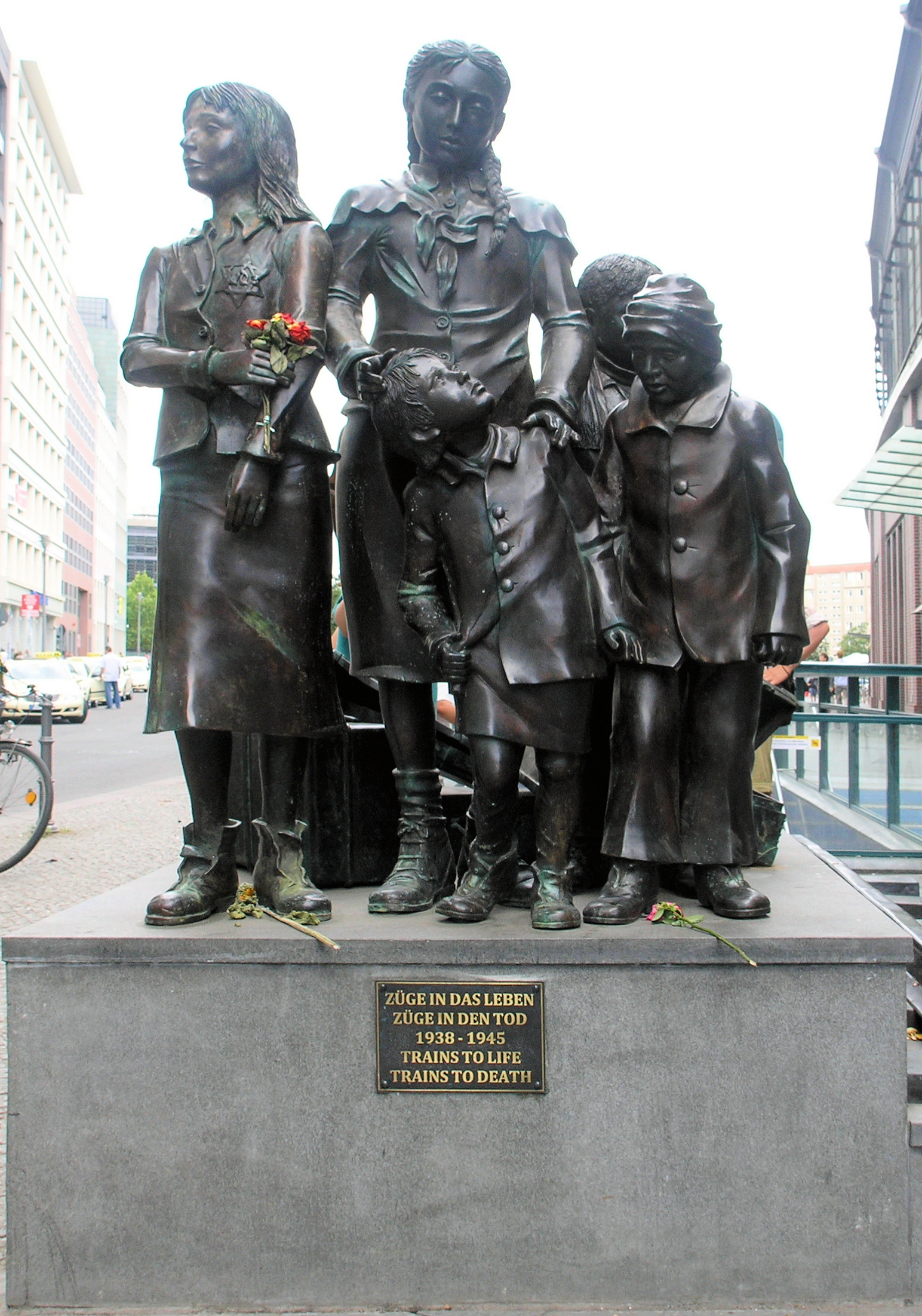
Das Denkmal vor dem Bahnhof Friedrichstraße von der anderen Seite aus gesehen

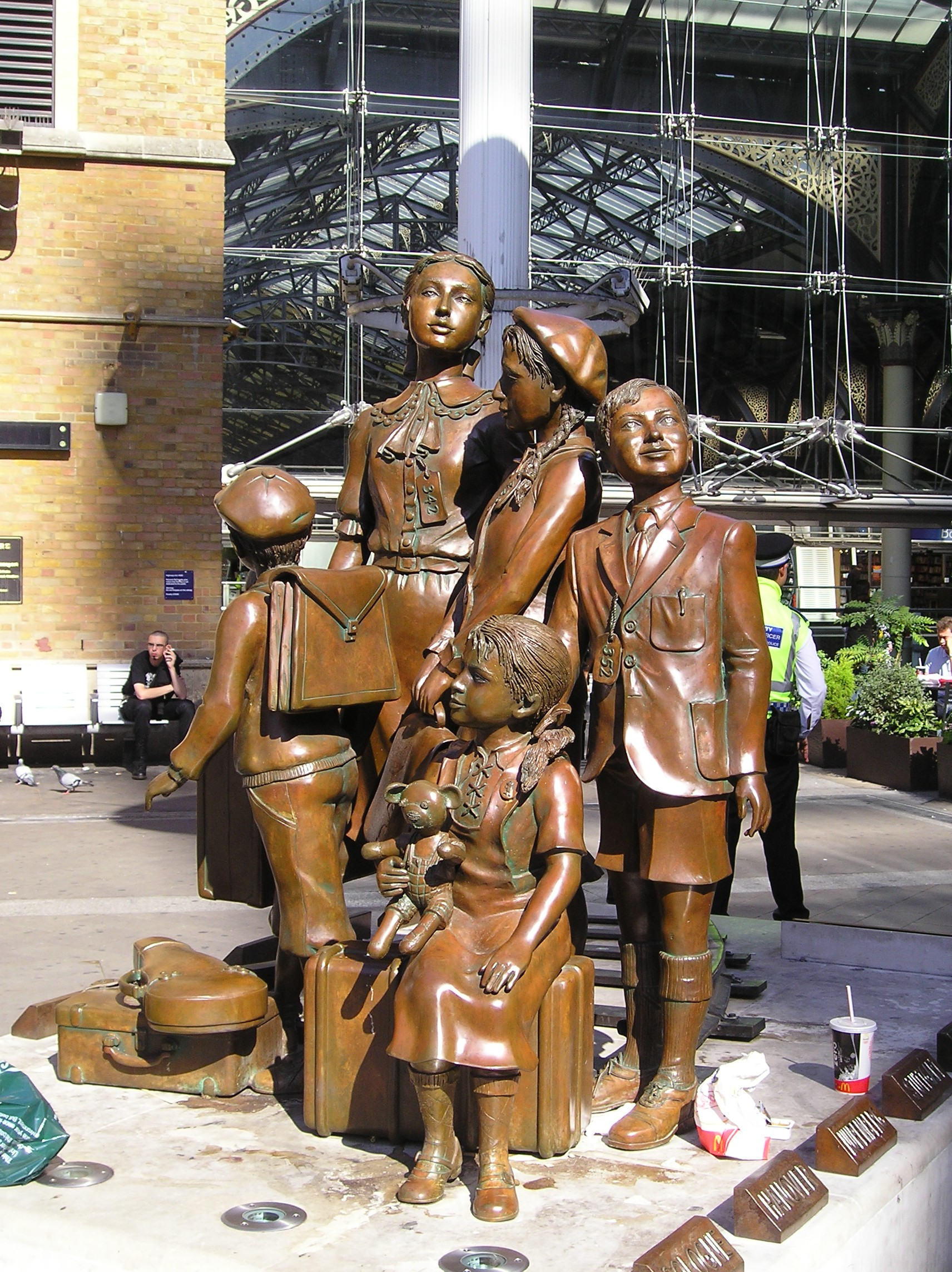
Frank Meislers Kindertransport – Die Ankunft vor dem Liverpool-Street-Bahnhof

Das Denkmal Züge in das Leben – Züge in den Tod; trains to death – trains to life 1938–1945 ist die zweite von bisher fünf Skulpturen zur Kindertransporthistorie 1938–39, erschaffen vom gebürtigen Danziger und Zeitzeugen Frank Meisler. In gemeinsamer Arbeit mit Lisa Sophie Bechner, Kindertransport Organisation Deutschland e. V., ist diese Skulptur am authentischen Abfahrtsort der Kinder, dem Bahnhof Berlin Friedrichstraße, entstanden.

## Denkmal
Das Denkmal stellt zwei farblich unterschiedliche Kindergruppen, zerbrochene Koffer und ein Gleis dar, welches die Abfahrten der Kinder in das Leben sowie in den Tod symbolisiert. Zwei der Kinderskulpturen erinnern nicht nur an jene  Kinder, die mit den Kindertransporten oder Kinderzügen, ohne Eltern, nach Großbritannien und fünfzehn weiteren, meist europäischen Länder, einschließlich Palästina und  die USA  überleben konnten, sondern an alle Kinder, die in Verstecken dem Terror der Nationalsozialisten entgehen konnten. Die Gruppe der fünf Kinderskulpturen erinnert sowohl an die 1,5 Millionen jüdische Kinder als auch alle anderen Kinder, die im Holocaust den Tod fanden, wie die der Sinti und Roma, die der Kommunisten und Sozialdemokraten, die der Slawischen Völker und durch die Praktiken der NS-Euthanasiemorde.
Das britische Parlament entschied am 21. November 1938 über die unbegrenzte Aufnahme von Kindern aus Deutschland, Österreich und später der Tschechoslowakei sowie aus Polen. Bis zum Beginn des Zweiten Weltkriegs reisten fast 10.000 Kinderflüchtlinge über die Niederlande, meistens von Hoek van Holland, nach Großbritannien ein. Einen Tag später, am 22. November 1938, entschied auch das belgische Parlament, 1000 Kinder zu retten. Nur wenige der Kinder sahen ihre Familien wieder, die von den Nationalsozialisten in Konzentrationslager deportiert und dort ermordet wurden.
Das Denkmal wurde am 30. November 2008, 70 Jahre nach dem Tag des ersten Kindertransports, durch die Vizepräsidentin des deutschen Bundestages, Petra Pau, am Bahnhof Berlin Friedrichstraße, eingeweiht. Die Bronzefiguren hatte zuvor die Berliner Polizei aufgestellt. Die Verkleidung des Sockels übernahm der einzige türkische Steinmetz in Berlin, die Firma Güldas. Bei der Einweihung waren neben dem Bildhauer Meisler, der als Kind nur dank dieser Rettungsaktion überlebte, über 60 weitere Zeitzeugen aus Deutschland, Großbritannien, Israel, Österreich, der Schweiz, Belgien und den USA anwesend.

## Korrespondierende Denkmale
Neben Berlin stehen an weiteren Bahnhöfen der Kindertransporte entsprechende Plastiken von Meisler:
- London: Auf Initiative von Prinz Charles gibt es dort das Denkmal Kindertransport – Die Ankunft am Bahnhof Liverpool Street Station, wo die jüdischen Kinder aus Deutschland eintrafen.

- Hamburg: Vor dem Bahnhof Hamburg Dammtor befindet sich seit Mai 2015 das Denkmal Kindertransport – Der letzte Abschied. Es wurde vollständig aus privaten Mitteln finanziert und vom Bürgermeister Olaf Scholz eingeweiht.

- Danzig: Auf Wunsch des Danziger Bürgermeisters Paweł Adamowicz entwarf Meisler im Mai 2009 die Skulptur Kindertransport – Die Abreise, die an 124 von dort abreisende Kinder erinnert und vor dem Bahnhof Gdańsk Główny aufgestellt wurde.

- Hoek van Holland: 2011 wurde das Denkmal Kindertransport – Channel Crossing to Life für die geretteten jüdischen Kinder aufgestellt.

Meislers Skulpturengruppen, die inzwischen zur europäischen Route der Kindertransporte wurden, zeigen Gemeinsamkeiten sowie unterschiedliche gestalterische Details.